# Talpaki
Talpaki (in russo Талпаки?), fino al 1945 in tedesco Taplacken, è un centro abitato della Russia, nell'oblast' di Kaliningrad. Amministrativamente, appartiene alla città di Gvardejsk.